# Фіналістична концепція Кено
Фіналістична концепція Л. Кено — концепція відомого в історії еволюціонізму як автор теорії преадаптації вченого Люсьєн Кено. Основна ідея цієї теорії була висловлена Кено вже в 1901 р., а потім оформлена у вигляді закінченої доктрини в ряді публікацій. Згідно з теорією преадаптації, пристосувальні особливості видової організації виникають не на основі ламаркістських факторів і не під дією природного добору, а в результаті того, що особини з розвиненими ще в колишньому середовищі байдужими або навіть шкідливими ознаками раптом потрапляють у нове середовище, в якому ці ознаки отримують вирішальне позитивне значення. Проникнення в нове середовище може бути як випадковим (пасивним), так і активним, воно може бути наслідком зміни самого середовища. У будь-якому випадку структура виявляється первинною, вона існує раніше функції і, отже, між умовами нового середовища і адаптацією до нього немає жодного причинного зв'язку.
Фактором, особливо сприятливим для здійснення прогресивної еволюції (а отже, і макроеволюції) на основі преадаптації, Кено вважав захоплення нових вільних просторів. На його думку, саме це сприяло формуванню класів хребетних тварин, а в їх межах — розвитку в географічно віддалених точках земної кулі заміщаючих фаун.
Ідея преадаптації виникла у Кено до опублікування де Фризом мутаційної теорії, але Кено відразу прийняв мутаціонізм з готовністю, вважаючи, що обидві концепції тільки доповнюють одна одну, бо, на його думку, шляхом мутацій виникають не тільки елементарні види, але й нові структури, що стають потенційними адаптаціями. Не без гордощів Кено зараховував себе до наймолодшої школи еволюціоністів, яку назвав «менделівською, або мутаційною, або ще преадаптаційною».
Проте з часом для Кено ставало все більш ясним, що при всьому значенні мутаційногопроцесу як матеріальної бази еволюції його можливості обмежені рамками видоутворення. Поступово він приходить до висновку, що мутаційна теорія, доповнена фактором ізоляції, здатна задовільно пояснити виникнення жорданонів (елементарних видів), географічних рас і різновидів, які з часом досягають видового рівня, але вона нічого не може дати для розуміння справжньої (тобто макро-) еволюції, яка характеризується появою нових органів і морфологічних структур. Відкинувши творчу роль відбору, Кено наполегливо шукав для пояснення цієї еволюції великого масштабу інші причини. У їх пошуку він все більш схилявся до фіналізму (докладніше див.:).
Вирішальне значення в переході Кено на позиції фіналізму мало, мабуть, експериментальне дослідження утворення мозолястих затвердінь на зап'ясті передніх кінцівок африканської свині-бородавочника (Phacochoerus africanus), виконане спільно з Р. Антоні.
Кено цікавило, яким чином виникла у цього виду відповідність між вказаною особливістю морфології та інстинктивною звичкою вставати при ритті землі (в пошуках коренів) на «коліна». Дослідження ембріонального розвитку показало, що мозоль є на передніх кінцівках вже у зародка, тобто до його вживання і, отже, ламаркістське пояснення абсолютно неприйнятне.
Після довгих пошуків Кено був змушений зробити висновок, що «одна-єдина зміна зародкової клітини призводить до двоякого результату: 1) створення особливого інстинкту, що узгоджується з потужною мордою свині-бородавочника і будовою передніх кінцівок; 2) винаходу одночасно і відразу необхідного органу для задоволення цього інстинкту в місці, придатному до того, щоб стати мозолястим, коли виникне тертя». Таким чином, Кено увірував в чудодійний системний ефект однієї мутації великої амплітуди. Втім, роль таких мутацій в здійсненні надвидової еволюції він не виключав і раніше.
З цього моменту Кено оволодіває фіналістична ідея про те, що складні органи, подібні до ока хребетних тварин, крила птиці, електричних органів риб, утворюються не шляхом поступових дрібних і випадкових змін, акумульованих відбором, а тільки відразу, в результаті одного неподільного акту під дією іманентного живому «зародкової винахідливості». При цьому нові органи повинні з самого моменту свого виникнення бути цілком досконалими. Вдаватися до дарвінівського способу пояснення за допомогою дрібних удосконалень, на думку Кено, в такому випадку безглуздо, оскільки до повного сформування нові органи не здатні функціонувати і зовсім марні.
Прагнучи протиставити демонічну «зародкову винахідливість» знесиллю випадковості, що лежить в основі дарвінізму, і уникнути слова «фінальні», занадто обтяженого «провіденціальним глуздом», Кено пропонує тимчасово назвати цей невідомий початок «антивипадковістю». Згідно з його уявленням, антивипадковість і винахідливість, що лежать в основі фінальності, — це нематеріальний фактор психічної природи, «еквівалентний свідомості і розуму». Він і виявляється напрямним (ортогенетичним) агентом великомасштабної еволюції.
Інший генетик і близький однодумець Кено — Е. Гійєно у віталістичному трактуванні названого фактора пішов ще далі. Він був схильний вважати, що психічне начало (у формі «смутного почуття існування», підсвідомості, «елементарного інстинкту» або пам'яті) розлито у всій живій природі аж до одноклітинного організму й окремої клітини багатоклітинних (наприклад, лейкоциту).
У психічному трактуванні антивипадковості та винахідливості Кено і Гійєно зовсім не були оригінальні. Вони самі вказували на неабияку кількість своїх попередників, починаючи з Шопенгауера і Курно і закінчуючи Осборном і Тейяром де Шарденом. Пізніше Кено зазначав особливий зв'язок передбачуваного «метафізичного агента, що керує ортогенезом, з ентелехією Дріша і життєвим поривом Бергсона». При цьому, відносячи даний агент до області високої метафізики, він вважав його недоступним науковому пізнанню.
Кено і Гійєно твердо дотримувалися погляду. що носіями творчого психічного початку є самі організми, отже вони стояли на позиціях органіцизму і заперечували яку б то не було участь в еволюції умов зовнішнього середовища і природного відбору. За останнім вони визнавали тільки дві функції — консервативну, яка усуває особини, які ухиляються від «середнього типу» виду, і розподільчу, відповідальну за розміщення видів і груп за відповідними географічними зонами і биотопами.
Улюбленими доводами проти еволюційної ролі селективних факторів і одночасно на користь фінальності надвидової еволюції стали для Кено тонкі коадаптації — взаємоузгоджені структури тварин і рослин, що нагадують своїм призначенням відповідні знаряддя людини.
До кінця 40-х років Кено остаточно розчаровується в мутаційній теорії, обмежуючи область її застосування расо- і видоутворенням (мікроеволюція). Відмовляється він також і від теорії преадаптації. Аналогічну еволюцію в поглядах зазнав також Гійєно. Вони тепер обидва повністю і безповоротно перейшли на позиції фіналізму, вважаючи, що великомасштабна еволюція, пов'язана зі становленням типів організації, управляється невідомим нематеріальним агентом психічної природи й не має нічого спільного з еволюцією в межах виду.

## Виноски
1. ↑  Cuenot, 1901
2. ↑  Cuenot, 1909
3. ↑  Cuenot, 1911
4. ↑  Cuenot, 1914
5. ↑  Cuenot, 1925
6. ↑  Cuenot, 1929
7. ↑  Cuenot, 1936
8. ↑  Назаров, 1984
9. ↑  Anthony, Cuenot, 1939
10. ↑  Cuenot, 1941
11. ↑  Guyenot, 1938
12. ↑  Guenot, 1947